# Barycz
Il Barycz è un fiume che attraversa la Polonia, ha una lunghezza di 139 chilometri.